# Nezumia ventralis
Nezumia ventralis är en fiskart som beskrevs av Hubbs och Iwamoto, 1979. Nezumia ventralis ingår i släktet Nezumia och familjen skolästfiskar. Inga underarter finns listade i Catalogue of Life.